# Limnophora aurifacies
Limnophora aurifacies este o specie de muște din genul Limnophora, familia Muscidae, descrisă de Stein în anul 1911. Conform Catalogue of Life specia Limnophora aurifacies nu are subspecii cunoscute.